# Karl Fritzsch
Karl Fritzsch (10. července 1903 – pohřešovaný od 2. května 1945) byl členem nacistické organizace SS. Byl zástupcem velitele koncentračního tábora Osvětim Rudolfa Hösse. Narodil se v obci Mokřiny v Čechách. Neměl formální vzdělání, začal pracovat jako pokrývač a poté jako lodní dělník. Měl tři děti.

## Kariéra
V roce 1930 vstoupil do NSDAP a SS (reg. 261135 a 7287). Hned se přihlásil o pozici v koncentračním táboře v Dachau. Díky svým zkušenostem se stal zástupcem Rudolfa Hösse v koncentračním táboře Osvětim. Společně s Hössem jsou zodpovědní za technologii vyvražďování v Osvětimi. Ve sklepě v Bloku 11 umístili cely na stání. Poté Fristzch přišel s myšlenkou, že by se na vyvražďování mohl používat Cyklon B.
Dne 15. ledna 1942 byl Fritzsch převelen do koncentračního tábora Flossenbürg, kde byl od srpna 1942 dočasným velitelem. V říjnu 1943 byl zatčen kvůli obvinění z vraždy a jako trest byl převelen na východní frontu. Jeho další osud je neznámý, ale předpokládá se, že zemřel během bitvy o Berlín. Ovšem objevila se zmínka v pamětech kapitána Charlese Amolda-Bakera, kde uvadí, že Fritzsch byl zatčen v Oslu a předali ho do vazby, kterou hlídali Židé s instrukcemi, aby se mu nic nestalo. V roce 2015 nizozemský novinář Wierd Duk uvedl, že ze záznamů z roku 1966 vyplývá, že se 2. května 1945 zastřelil ve sklepě domu na Sächsische Strasse 42 v Berlíně.

## Citáty
„Vězeň se může z tohoto tábora dostat jen dvěma způsoby. Buď je propuštěn […], nebo jde komínem. Většina z vás půjde tou druhou cestou!“ 